# Yossi
Yossi is een Israëlische film uit 2012, onder regie van Eytan Fox. De film is een vervolg op Yossi & Jagger. De hoofdrollen worden gespeeld door Ohad Knoller en Oz Zehavi.

## Verhaal
Het verhaal speelt zich zo'n tien jaar na het einde van Yossi & Jagger af. Yossi is inmiddels cardioloog en werkt veel in een ziekenhuis in Tel Aviv. Zijn vrije tijd brengt hij door op pornosites. Zijn geaardheid houdt hij voor collega's verborgen.
Op een dag ziet hij een patiënt, die hij herkent als Varda Amichai, de moeder van zijn minnaar, die in 'Yossi & Jagger' stierf. Zij denkt hem te herkennen, maar hij ontkent dat ze elkaar eerder gezien hebben. 
Uiteindelijk zoekt hij de ouders van Jagger op en vertelt hen het ware verhaal van hem en Jagger.
Nadat hij de kamer van Jagger gezien heeft, vertrekt Yossi voor een spontane vakantie. Bij een busstation geeft hij een lift aan vier soldaten. Hij zet de vier, waaronder Tom, af bij hun hotel in Eilat en besluit uiteindelijk ook zelf te blijven. Verlegen als hij is, houdt Yossi zichzelf buiten de groep. Tom stapt tijdens naaktzwemmen op een zee-egel waarna Yossi hem hulp verleent op zijn hotelkamer. Tom bedankt, gaat weg en komt terug om Yossi te versieren. Uiteindelijk belanden ze in bed waar Yossi het licht uitdoet. Tom dwingt hem vriendelijk om zichzelf onder ogen te zien en zich uit te kleden terwijl het licht aan is.
De volgende dag zitten ze aan de zee. Tom verzucht dat hij hier zou willen blijven en Yossi verrast hem door te zeggen dat ook hij hier "voor altijd" zou willen blijven.

## Rolverdeling
- Ohad Knoller als Yossi Gutmann
- Oz Zehavi als Tom
- Orly Zilbershats als Varda Amichai
- Lior Ashkenazi als Moti Hoffman
- Ola Schur Selektar als Nina
- Meir Golan als Nimrod
- Shlomi Ben Attar als Fefer
- Amir Jerassi als Benda
- Raffi Tavor als Mr. Amichai
- Shlomo Sadan als professor Neuman